# Uetersener Binnendüne

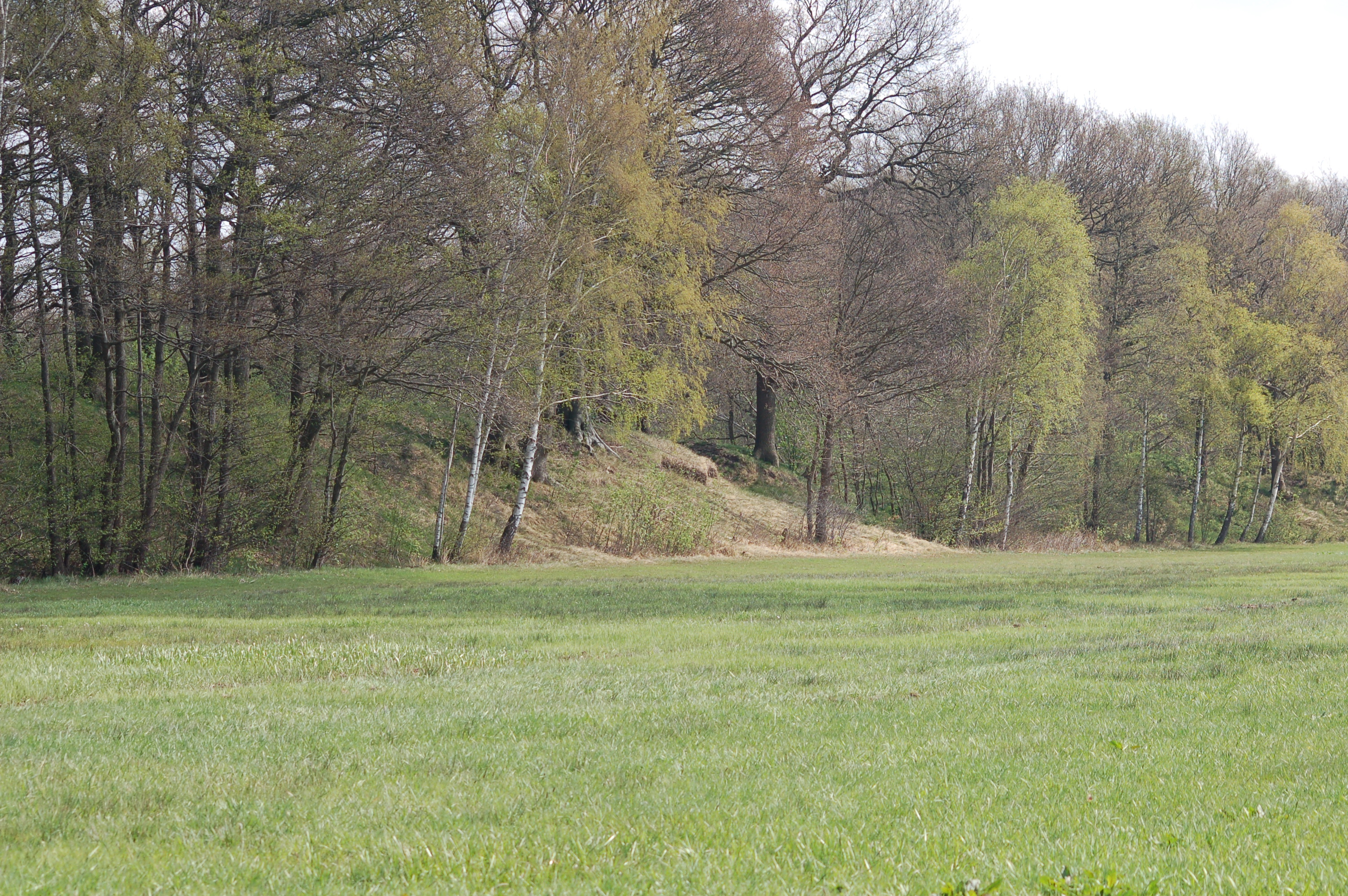
Blick auf die Uetersener Binnendüne

Die Uetersener Binnendüne ist ein Naturdenkmal im Kreis Pinneberg.
Die eiszeitliche Binnendüne liegt an einem Industriegebiet im Südosten der Stadt Uetersen und gehört neben der Langen Anna und den Holmer Sandbergen zu den drei besonders zu schützenden Naturdenkmälern im Kreis Pinneberg. Die 1,5 Hektar große Düne liegt auf einem Niveau von rund 4 Meter über Normalnull und ist durch einen kleinen Weg begehbar. Der Bewuchs mit Birken, Eichen und Kiefern setzt sich in östlicher Richtung fort und geht in eine Waldfläche über, so dass die ursprüngliche Düne nicht mehr erkennbar ist. Südlich grenzt sie an die Feuchtwiesen der Pinnau, die zum Landschaftsschutzgebiet LSG 8 („Mittlere Pinnau“) gehören. Sie bietet durch die ungewöhnliche Standortbedingung Lebensraum für seltene Tier- und Pflanzenarten, die sich auf trockene und nährstoffarme Lebensbedingungen spezialisiert haben.